# Goran Stupar
Goran Stupar (* 4. Juli 1972 in Banja Luka, SFR Jugoslawien) ist ein ehemaliger serbischer Handballspieler.

## Karriere

### Verein
Der zwei Meter große rechte Rückraumspieler spielte in seiner Heimat für den RK Borac Banja Luka und den RK Partizan Belgrad. Mit Belgrad gewann er 1994 die jugoslawische Meisterschaft und den jugoslawischen Pokal. Ab 1994 spielte er in Deutschland. Mit dem TV Eitra stieg der 82-fache Torschütze in der Saison 1994/95 aus der Bundesliga ab. Mit dem TVE verpasste er den sofortigen Wiederaufstieg und wechselte daraufhin zum Zweitligameister VfL Fredenbeck, für den er in der Spielzeit 1996/97 97 Tore in 30 Spielen warf. Dennoch musste Fredenbeck erneut absteigen. Nach einigen Jahren in der 2. Bundesliga beendete Stupar zunächst seine sportliche Laufbahn und eröffnete in Berlin-Reinickendorf eine Gaststätte. Im Jahr 2002 kehrte er bei den Reinickendorfer Füchsen, trainiert von seinem ehemaligen Mitspieler beim TV Eitra Jörg Hermann, auf das Feld zurück. Im Januar 2006 beendete er seine Laufbahn.

### Nationalmannschaft
Für die jugoslawische Nationalmannschaft nahm Stupar unter anderem an der Jugoslawien-Trophäe 1991, dem Supercup 1991 und dem World Cup 1992 teil.
Mit der Nationalmannschaft der Bundesrepublik Jugoslawien belegte er den neunten Platz bei der Weltmeisterschaft 1997.
Insgesamt bestritt er mindestens 25 Länderspiele.